# I̓
I̓, i̓ (I с запятой сверху) — буква расширенной латиницы. Используется в языке хейлцук-увикяла, где является тридцать восьмой буквой алфавита и обозначает глоттализированный гласный [i]. В алфавит также входят три другие буквы с тем же диакритическим знаком: A̓, U̓, Y̓.

## Кодировка
В качестве отдельного символа буква в Юникод не включена, используя комбинируемый диакритический знак запятой сверху символ представляется как последовательность шестнадцатеричных кодов 0049 для заглавной либо 0069 для строчной буквы I и 0313 для запятой сверху.